# Gare de Weil-Gartenstadt
La gare de Weil-Gartenstadt est une gare située à Weil am Rhein, dans le Bade-Wurtemberg.

## Situation ferroviaire
La gare est située au point kilométrique (PK) 1,085 de la ligne de Weil am Rhein à Lörrach (Gartenbahn).